# Synagoga ve Stádlci
Synagoga ve Stádlci, dnes čp. 109, se nachází přibližně 200 m západně od návsi.
Je chráněnou kulturní památkou České republiky využívanou v 70. letech 20. století jako místní kino a kulturní dům.